# Площадь Калинина (Калининград)
Пло́щадь Кали́нина — одна из пяти площадей Калининграда (до 1945 года — Кёнигсберг), находится перед главным пассажирским вокзалом города (Калининград-Пассажирский). От площади берёт начало проспект Калинина.

## История

### Площадь Кёнигсберга (до 1945 года)
История площади начинается с момента строительства в начале XX века нового вокзала на южной окраине Кёнигсберга, в районе Хаберберг. До этого момента в районе размещался военный гарнизон, находились казармы, равелины и редуты, и не было жилых домов.

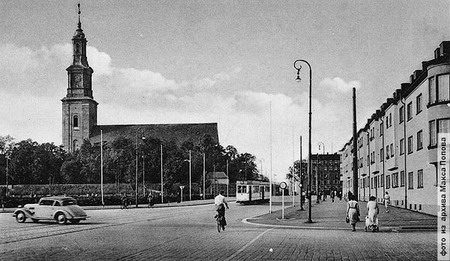
Вид на Хабербергскую кирху от вокзала (1930-е годы)

Строительство вокзала планировалось ещё в 1914 году, однако было отложено из-за Первой мировой войны и началось лишь в 1920 году. Начали разбираться казармы и другие военные объекты. Во время строительства вокзала начала формироваться привокзальная площадь треугольной формы, получившая название Банхофплатц (нем. Bahnhofplatz, Вокзальная). К привокзальной площади примыкали зелёные склоны холма Хаберберг, на котором стояла Хабербергская кирха 1537 года постройки.
Вокзал был введён в эксплуатацию в 1929 году. Площадь вскоре была переименована в Райхсплатц (нем. Reichsplatz).
Перед зданием вокзала были проложены выделенные трамвайные пути. У вокзала находилось разворотное кольцо и конечная остановка нескольких трамвайных линий Кёнигсберга. В 1929—1931 годах за вокзалом было построено трамвайное депо.
В ходе Второй мировой войны с вокзала велась эвакуация в Берлин жителей города. Во время боевых действий площади и вокзалу был причинен значительный ущерб.

### Площадь Калининграда (после 1945 года)

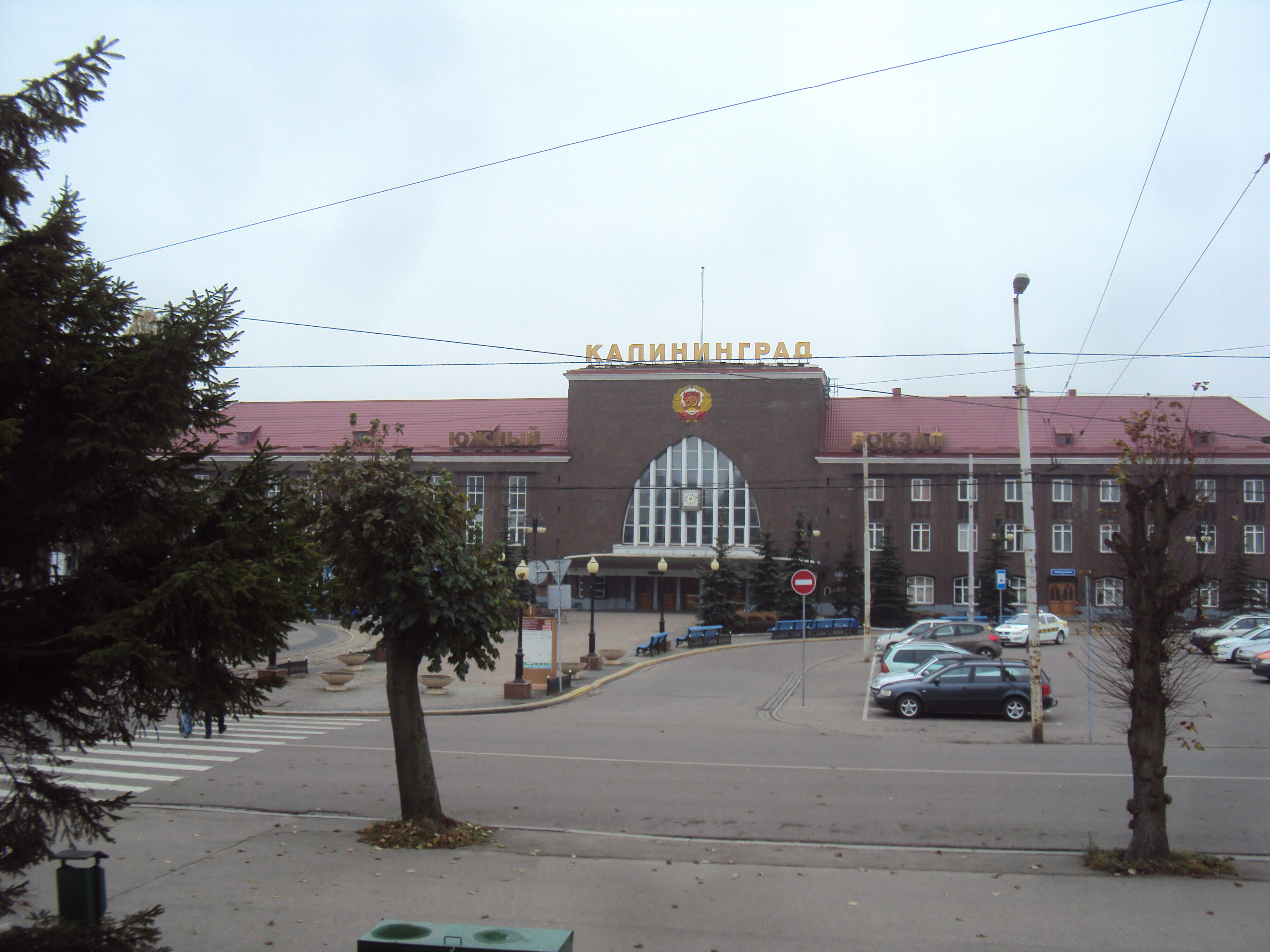
Вокзал в 2015 году

В послевоенные годы началось восстановление площади и вокзала. Современная площадь приобрела форму четырёхугольника. Открытие восстановленного вокзала состоялось в 1949 году. Райхсплатц была переименована в Южную, а затем — в площадь Калинина. В 1959 году на площади был установлен памятник Калинину работы скульптора Б. Едунова и архитектора А. Гуляева. Скульптура была отлита из бронзы, на постаменте из розового гранита был высечен герб СССР и рельефы пятнадцати флагов союзных республик.
В 1960-х годах были разрушены руины Хабербергской кирхи неподалёку от площади, на её месте был построен Калининградский «Дом Искусств».
В 2011 году на площади был воздвигнут православный деревянный Храм преподобных Кирилла и Марии Радонежских, родителей преподобного Сергия Радонежского. Строительство храма велось в рамках акции «Семь храмов в семи городах за один день». Весной 2012 года рядом с храмом были открыты центр поддержки семьи, воскресная школа и детская площадка.
13 октября 2012 года Патриарх Московский и всея Руси Кирилл освятил крест на месте под строительство каменного храма в честь преподобного Сергия Радонежского. В 2015 году началось строительство храма.

## Расположены на площади
На площади или в непосредственной близости от неё расположены следующие достопримечательности и организации:
- Храм преподобного Сергия Радонежского (по состоянию на 2016 год, находится в стадии строительства), деревянный храм преподобных Кирилла и Марии Радонежских, центр поддержки семьи, воскресная школа (пл. Калинина, 2)
- Вокзал Калининград-Пассажирский (Железнодорожная ул., 29)
- Почтовое отделение (Железнодорожная ул., 29)
- Памятник Калинину 1959 года
- За вокзалом расположено трамвайное депо 1929—1931 года постройки
- Автовокзал (Железнодорожная ул., 7)
- Торговый центр «Виктория» (пл. Калинина, 28)
- Южный парк площадью 60 га.
- Музей истории Калининградской железной дороги (Киевская ул., 1)

## Транспорт

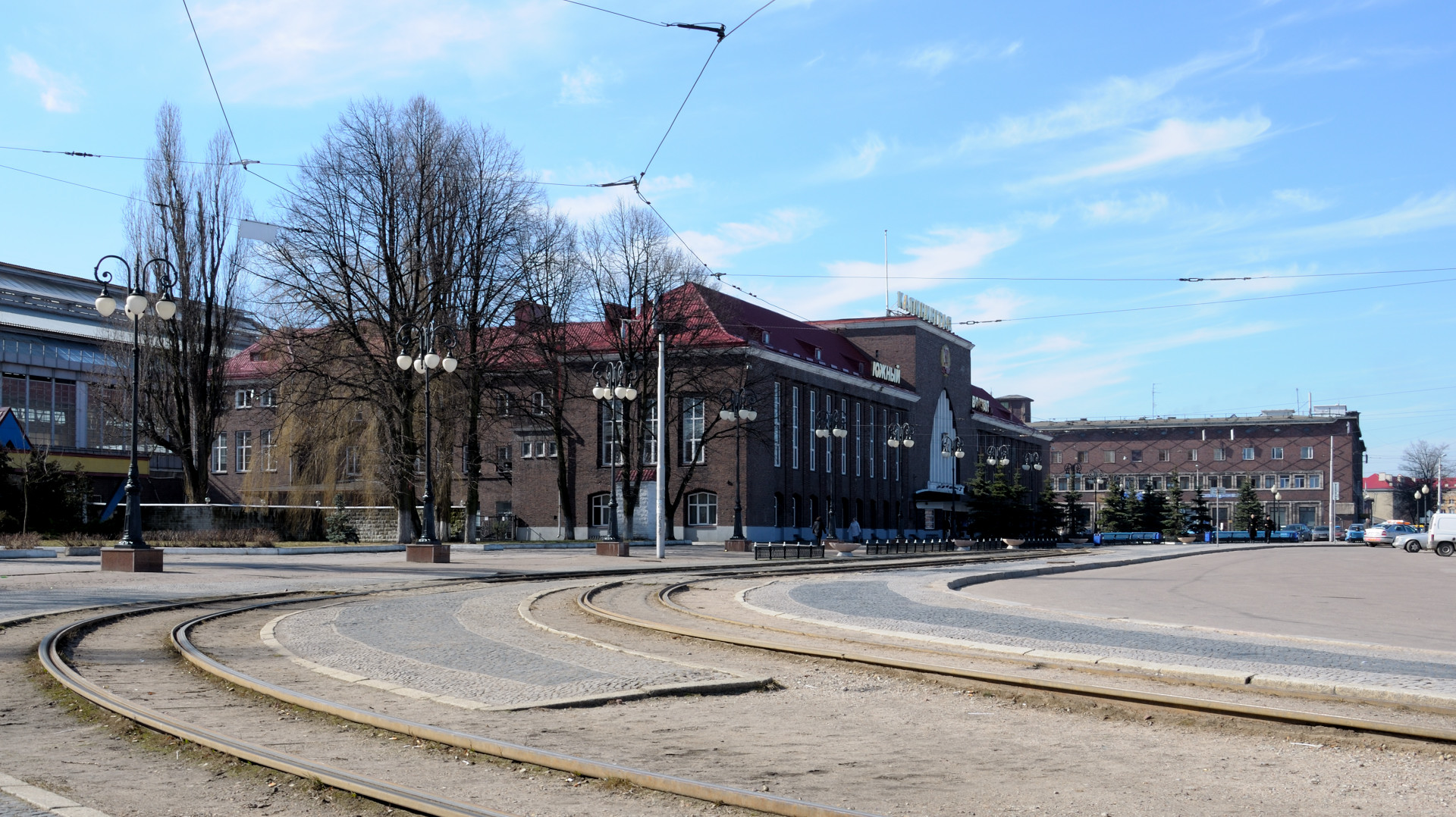
Трамвайные пути на площади (2012 год)

- Вокзал Калининград-Пассажирский обслуживает пассажирские поезда ближнего и дальнего следования. С вокзала начинается большинство маршрутов электропоездов, следующие до областных курортов: Пионерского, Светлогорска и Зеленоградска. Рядом с площадью также расположен один из двух автовокзалов Калининграда, обслуживающий междугородние и международные рейсы[7].
- Городской транспорт на площади представлен автобусами, троллейбусами и трамваями. Через площадь проходят маршруты автобусов № 5, 7, 8, 10, 11, 12, 20, 29, 34 и другие, а также маршрут Калининградского троллейбуса № 1 и маршрут Калининградского трамвая № 3 «Южный вокзал — Центральный парк»[8]. На площади также останавливаются маршрутные такси.
- С 2012 года на площади у вокзала каждую субботу начинается маршрут экскурсионного ретро-трамвая немецкого производства «Дюваг» (DÜWAG) 1963 года постройки, организованный музеем «Фридландские ворота» и МКП «Калининград-Гор Транс»[9].